# انتشار (وبائيات)

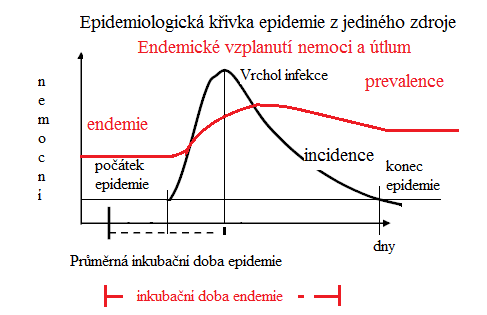

في علم الوبائيات الانتشار (بالإنجليزية: prevalence)‏ هو عدد الأشخاص الذين يعانون من حالة طبية معينة وسط تعداد سكاني محدد، عادة ما يعبر عن مرض أو عامل خطر مثل التدخين أو استخدام حزام الأمان.
يتم حساب معدل الانتشار بمقارنة عدد الأشخاص المتأثرين بالحالة مع العدد الإجمالي للأشخاص الذين تمت دراستهم أو فحصهم، ويتم التعبير عنها عادة ككسر، أو كنسبة مئوية، أو كعدد الحالات لكل 10000 (عشر آلاف) أو 100000 (مئة ألف) شخص.
نقطة الانتشار هو نسبة السكان المتأثرين بهذه الحالة في نقطة زمنية محددة. فترة/ دورة الانتشار هي نسبة السكان الذين يعانون من هذه الحالة في وقت ما خلال فترة معينة (على سبيل المثال ، معدل فترة انتشار 12 شهرًا) ، وتشمل الأشخاص الذين لديهم بالفعل الحالة في بداية فترة الدراسة وكذلك أولئك الذين تأثروا بها خلال تلك الفترة. انتشار مدى الحياة (LTP) هو نسبة السكان الذين عانوا من هذه الحالة في مرحلة ما من حياتهم (حتى وقت التقييم).
يتم استخدام معدلات الانتشار بواسطة علماء الأوبئة ومقدمي الرعاية الصحية والوكالات الحكومية وعلماء السموم وشركات التأمين. وتسمح معرفة معدل الانتشار تقدير مدى شيوع المرض ضمن تعداد السكان ويساعد في تخطيط الخدمات الصحية الضرورية.
و يتم حساب الانتشار أو الشيوع عن طريق المعادلة التالية:
{\displaystyle {\mbox{prevalence}}={\frac {a}{a+b}},}
حيث الـ :
- الانتشار = Prevalence
- a = الصفة التي يراد حساب الانتشار لها
- a + b = مجموعة الحالات الموجودة

## اقرأ أيضاً
- دراسة مستعرضة